# Prussian Blue (revue)
Pour les articles homonymes, voir Prussian Blue (homonymie).
Prussian Blue est une revue semestrielle (auparavant trimestrielle), fondée en 2012 par un groupe d'amis (Xavier Desmaison, Pierre Herrero, Florent Papin, Nicolas Ruscher, Guillaume de Sardes, Jean Tillinac), qui explore les coulisses de la création internationale, au croisement des mondes de l’art, de la mode et des lettres. La photographie contemporaine, et l'image en général, y tiennent une place importante. La revue est éditée en français. Elle est vendue en kiosque (France), dans des institutions muséales, en galerie, en concept store et en ligne. 

## Ligne éditoriale
Prussian Blue est une revue d’art internationale, éditée en France, dont l'objectif est de proposer « une vision décalée de l'art au croisement de la création contemporaine et de la mode, mais aussi, par goût des contrastes, du classicisme le plus élégant. De la tenue donc, mais avec une pointe d'excentricité ». Ce programme emprunte cinq grandes directions :
- La plongée dans les coulisses du monde de l’art, avec des visites d'ateliers d’artistes, la présentation de collections privées, la rencontre avec des artistes et créateurs
- La découverte d’artistes émergents, dans le domaine de la photographie notamment
- Le croisement du monde de l’Art et de celui des Lettres, par la contribution d'écrivains, d'essayistes, de poètes
- Une approche « lifestyle » qui permet d’aborder la diffusion de l’art dans toutes les dimensions de la vie culturelle, et en premier lieu la mode
- Le questionnement des dynamiques de l'art, à travers une réflexion sur son marché, ses acteurs, ses lieux, ses temporalités, thèmes traités dans les "pages bleues" centrales

La revue a été jugée « luxueuse » et « érudite » par Le Parisien.

## Principaux collaborateurs
Christophe Acker, Giasco Bertoli, Neil Bicknell, Éric Chevillard, Jean Clair, Nicolas Comment, Pierre Dal Corso, Liliane Delwasse, Xavier Desmaison, Richard Dumas, Dominique Fernandez, Ferrante Ferranti, Pierre Herrerro, Louis-Xavier Joseph, Guillaume Jubin, Patrick Mauriès, Raphaël Neal, Christiane de Nicolay-Masery, Florent Papin, Alain Rauwel, Nicolas Ruscher, Guillaume de Sardes, Lise Sarfati, Ada Seferi, Jean Tillinac, Sacha Walckhoff.

## Numéros parus

### N°#1 - Été 2012
- Atelier d’artiste : Chez Pierre et Gilles : la nouvelle ève. Par Patrick Mauriès[2]
- Art & marque : Juergen Teller/Marc Jacobs, Quand la Pub devient de l’art. Par Xavier Desmaison.
- Dossier : Attilio Codognato, orfèvre et collectionneur. Par Guillaume de Sardes.
- Collection privée : La collection néoclassique d’un amateur new-yorkais. Par Noga Arikha & Marcello Simonetta.
- Richar Kern, art, pornographie, quelle différence ? Par Esthèle Girardet.

### N°#2 - Automne 2012
- Atelier d’artiste : Chez Gao Xingjian par Daniel Bergez.
- Art & marque : Sacha Walckhoff, la mode comme recherche artistique par Guillaume de Sardes [3].
- Dossier : Regards sur l’art soviétique par Dominique Fernandez.
- Collection privée : David Nahmad, le prince des collectionneurs par Liliane Delwasse.
- Le marché de l’art face à la crise entretien avec Guillaume Cerruti. Par Guillaume de Sardes.

### N°#3 - Hiver 2012-2013
- Atelier d’artiste : Chez Sam Szafran, l’atelier comme jardin clos. Par Jean Clair.
- Portrait : Pascal Labreuche, dans l’intimité des maîtres. Par Valentin Benoît.
- Dossier : Le portrait, entre majesté et effacement. Par Alain Rauwel. Avec Lise Sarfati, Richard Dumas, Nicolas Comment, Christophe Acker, Raphaël Neal.
- Collection privée : Uli Sigg, le premier collectionneur d’art contemporain chinois. Par Liliane Delwasse.

### N°#4 - Printemps 2013
- Atelier d’artiste : Tim Eitel (de), répondre de la peinture. Par Florent Papin.
- Découverte : La villa Valmarana à Vicence. Par Agnès Michaux.
- Portrait : Marko Letonja, un chef en plein vent. Par Guillaume de Sardes.
- Architecture : La liturgie cosmique de Le Corbusier. Par Alain Rauwel.
- Création : Carnets du Brésil d’Antoine d’Agata.

### N°#5 - Automne 2013
- Atelier d'artiste : Renaud Allirand, les géographies adverses. Par Florent Papin.
- Collection privée : Daniel Hechter son autre collection. Par Liliane Delwasse.
- Découverte : Mario Praz, du Palais Ricci à la Fondation Primoli. Par Marc Fumaroli.
- Dossier : Fétichisme ? Autour de Ali Mahdavi, Betony Vernon (en), Florence Abelin, Iris de Saint-Germain.
- Quatorze visions de l'érotisme. Avec Nick & Chloé, Irène Erotic Fanzine, Mathilde Marc, Richard Overstreet, Rodolphe Simon, Théo Gosselin, Julien Levy, Fabrice Mabillot, Giasco Bertoli, Chill Okubo, Henry Roy, Christophe Acker, Marie Carroget, Nicolas Comment.

### N°#6 - Hiver 2013-2014
- Collection privée : Pierre Bergé : ce qu'il a gardé. Par Liliane Delwasse.
- Dossier : Où va la photographie? Autour de Gilles Berquet, Olivier Dassault, Bernard Faucon, Ola Rindal, Henry Roy.
- Rencontres : Suzanne Tarasieve, Romain Lena et Marzio Villa, Golnar Adili, Sybille de Margerie...
- Création : Les blondes platines attendent aussi, par Guillaume de Sardes.
- Portfolio : Workshop mode aux Gobelins, l’école de l’image.
- Création : Notes sur Tanger. Par Nicolas Comment.
- Lifestyle : Bijules, Your Lovebox, Les Dollers.

### N°#7 - Printemps 2014
- Atelier d'artiste : Zevola hospitalier. Par Guillaume de Sardes et Alain Rauwel.
- Collection privée : Chez l'énigmatique Robert Kaplan. Par Guillaume de Sardes.
- Collection privée : Gérard Berrut, hôtelier collectionneur. Par Philippe Olivier-Achard.
- Dossier : Des lieux autres : les hétérotopies au XXIe siècle. Par Alain Rauwel et Martin Vailly.
- Découverte : La photographie iranienne, à la Silk Road Gallery d'Anahita Ghabaian Etehadieh.
- Création : Bleu Paris. Par Henry Roy.
- Entretien : Patrick Mauriès, liberté et raffinement.
- Lifestyle : David / Nicolas, Maison Ernest, "Juke-Box", Jeff et Henry Jacobson, Le Zentaï.

### N°#8 - Hiver 2014-2015
- Atelier d'artiste : L'île aux trésors de Coco Fronsac
- Collection privée : Les élégantes vanités de M.Dimanche
- Portfolio : Richard Dumas. Rester à Sète.
- Dossier : Le corps dans l'art contemporain. Avec Irène Billard, Inès Leroy Galan, Chloé Julien, Mïrka Lugosi, Dorothée Smith, Olivier Zahm
- Découverte : Beyrouth et sa scène artistique
- Carte blanche : Invitation à Soraya Amrane
- Création : Modern love
- Lifestyle : David Lehman, le design comme éloge de la fragilité

### N°#9 - Automne 2015
- Collection privée : Les Guerlain, collectionneurs (entre autres) de dessins
- Dossier : L’art ailleurs : Beyrouth, Tokyo
- Vidéo d'art : À la recherche de Théodore Casson
- Cinéma : Alain Robbe-Grillet, Cinéaste. Entretien avec Catherine Robbe-Grillet et Arielle Dombasle.
- Les pages bleues : Le marché et l’actualité de l’art
- Portfolio : Mes routes, par Bernard Faucon
- Carte blanche : Invitation à Xamira Zuloaga
- Création : «The Songs that we sing »
- Lifestyle : Jean-Philippe Nuel, créateur d’espaces intérieurs // Le partialisme, le fétichisme de la tête aux pieds

## Lien Externe
Blue